# Фонд социальной помощи имени доктора Гааза
Фонд социальной помощи имени доктора Гааза  — негосударственная некоммерческая благотворительная организация (НПО), учреждённая 26 ноября 1987 г. в Одессе (на тот момент УССР).
Названа в честь знаменитого российского филантропа немецкого происхождения, «святого доктора» Фёдора Петровича Гааза.
По данным доктора юридических наук, профессора, ведущего научного сотрудника отдела конституционного права и местного самоуправления Института государства и права имени В. М. Корецкого НАН Украины Александра Батанова фонд является первой в СССР неправительственной благотворительной организацией.
Официальное исследование благотворительной деятельности фонда нашло своё документальное воплощение в Заключении постоянной комиссии по социальной политике Одесского городского совета от 17 мая 2000 г., по подсчётам которой фонд оказал благотворительную помощь нуждающимся людям и социальным учреждениям в общей сложности на сумму (по тогдашнему курсу) свыше 8 миллионов долларов США.
Деятельности фонда посвящён документальный фильм, снятый в 1995 г..

## История создания, основоположники

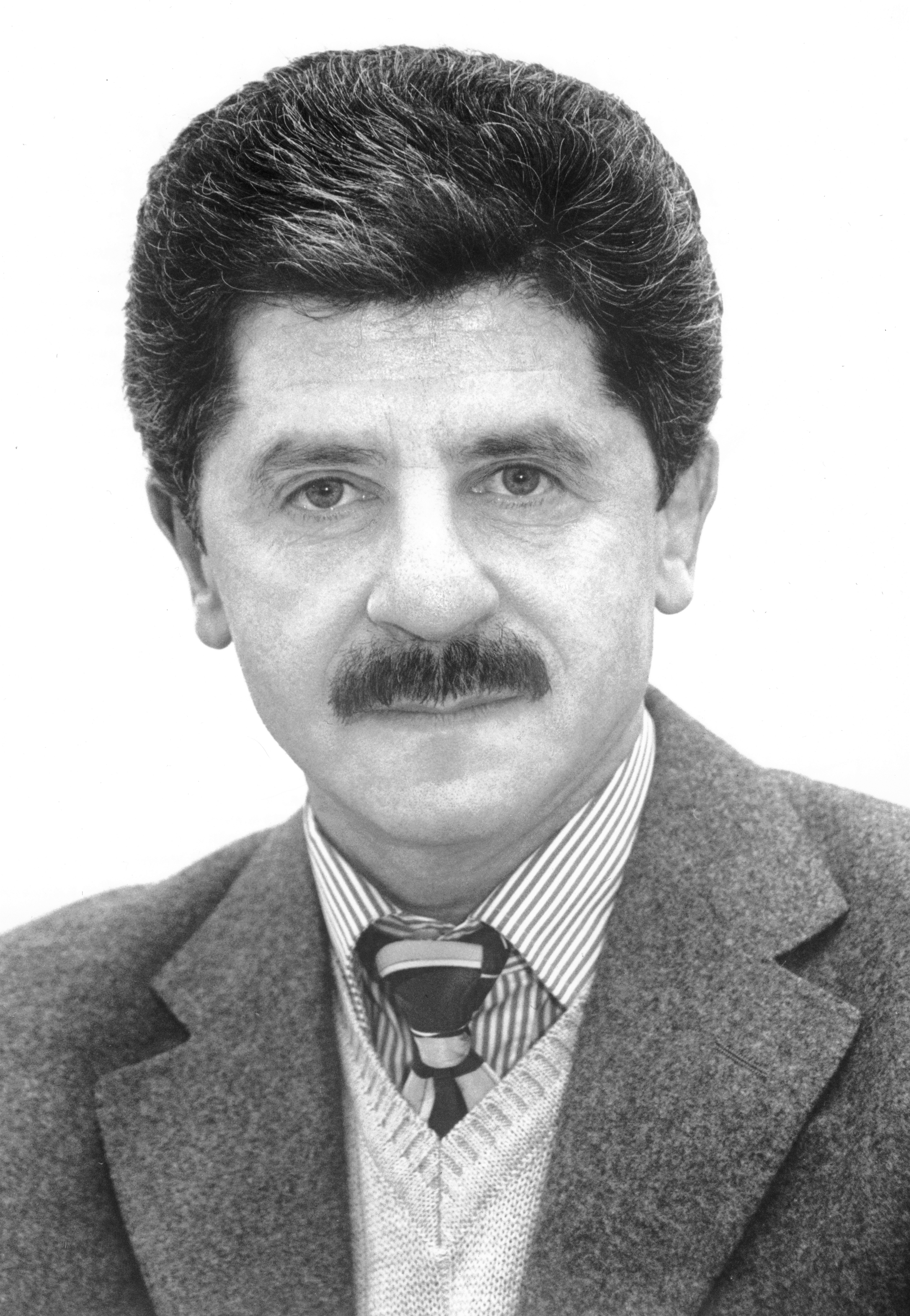
Основоположник и президент Фонда — Мучник А. Г.

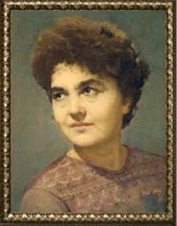
Первый председатель правления Фонда — Тарасенко Т. А. (портрет пастелью работы художника Гормаха Л. Л.).

Источником вдохновения для создания фонда стал биографический очерк, принадлежащий перу знаменитого российского правоведа Анатолия Фёдоровича Кони: «Фёдор Петрович Гааз».
Основоположниками фонда выступили выпускники юридического факультета Одесского государственного университета имени И. И. Мечникова (ОГУ): Кутателадзе Олег Джумберович и Мучник Александр Геннадьевич.
Поддержку в процессе создания и становления фонда оказали преподаватели юридического факультета ОГУ.
Существенную поддержку в деле выделения фонду нескольких автомобилей «Скорая помощь» в условиях лимитированной советской экономики оказала супруга Президента СССР Раиса Максимовна Горбачёва.
Первым председателем правления фонда была избрана Тарасенко Тамара Андреевна, вторым — Кутателадзе О. Д..
С ноября 1990 г. руководителем (сопредседателем, председателем правления, президентом) фонда является Мучник А. Г..
Перу Мучника А. Г. принадлежит статья «Спешите делать добро!», посвящённая памяти доктора Ф. П. Гааза и Т. А. Тарасенко.

## Благотворительная деятельность

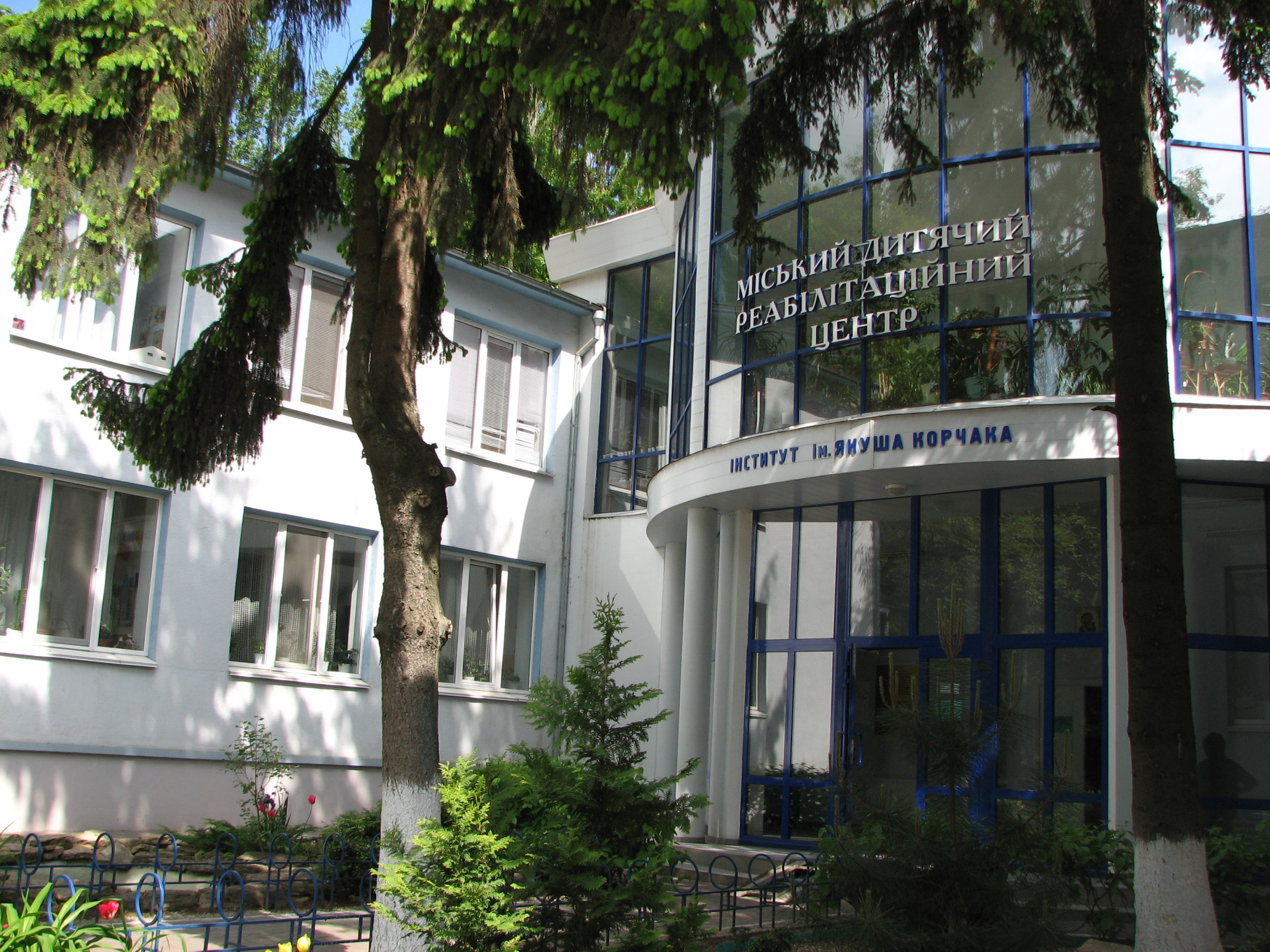
Институт медицинской реабилитации детей с поражением центральной нервной системы имени Януша Корчака (г. Одеса, 1989 год)

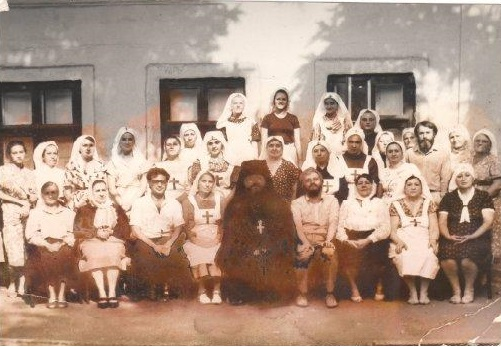
Коллектив Центра милосердия имени Матери Марии (г. Одесса, 1990 год)

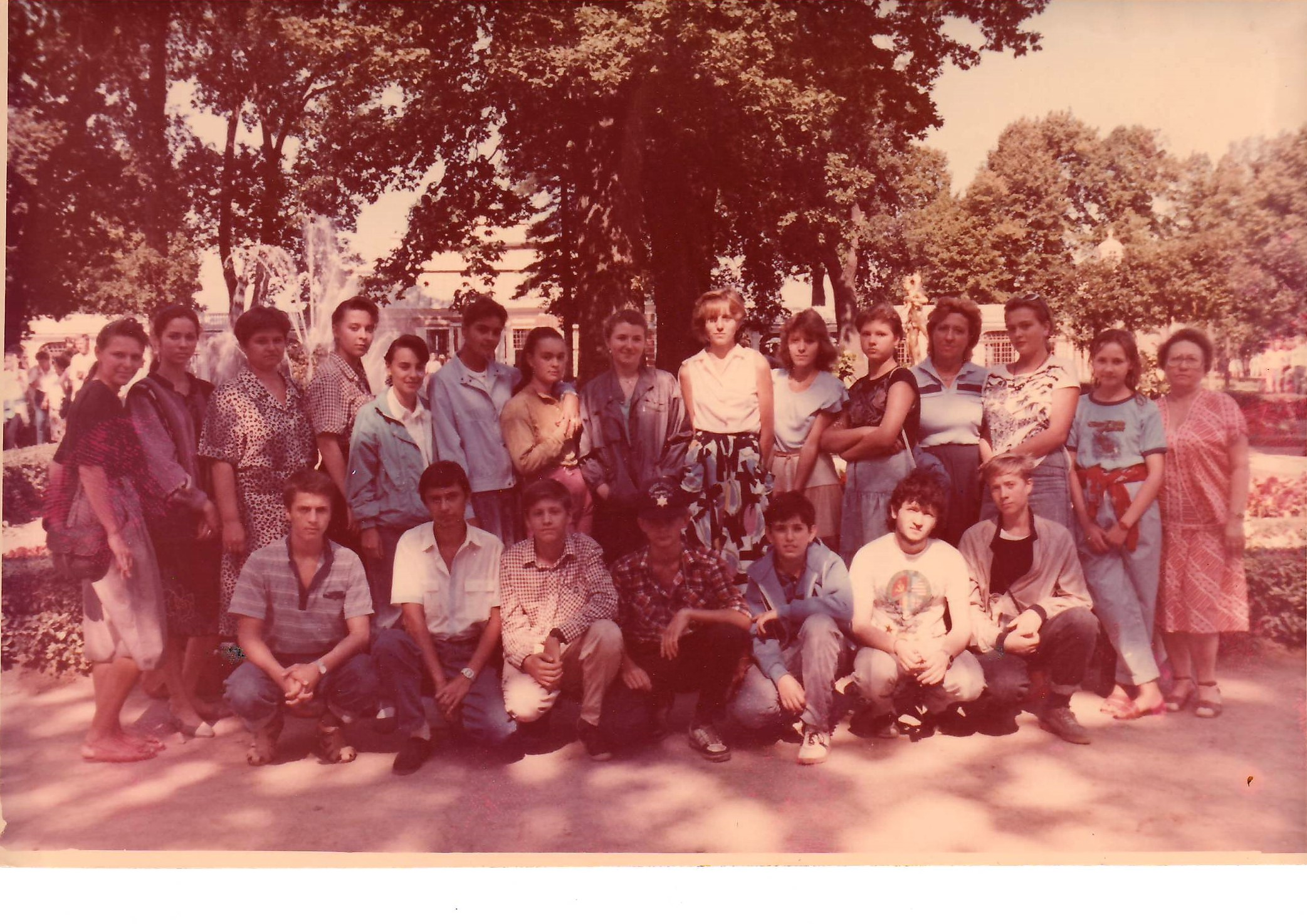
Коллектив молодёжного благотворительного учреждения «Гуманист» (Одесса, 1990 г.)

За годы своей благотворительной миссии фонд создал и финансировал ряд благотворительных учреждений, программ и проектов, которые обеспечили материальную, юридическую, социальную, медицинскую и психологическую помощь значительному числу одиноких людей преклонного и старческого возраста, инвалидов, ветеранов войны и труда, больных детей, а также оказал финансовую помощь детским садам, школам, больницам, поликлиникам и санаториям, различным социальным учреждениям, семьям погибших сотрудников милиции, беженцам из зоны вооружённого конфликта в Приднестровье (1992 год).
С этой целью фондом были учреждены:
- Институт медицинской реабилитации детей с поражением центральной нервной системы имени Януша Корчака;
- Центр милосердия имени Матери Марии (9.08.1989 г., Одесса, СССР), в трёх стационарах которого осуществлялся круглосуточный уход за одинокими людьми преклонного и старческого возраста. Подопечных Центра обслуживали две кареты скорой помощи;
- Молодёжное благотворительное учреждение «Гуманист» (15.05.1990 г., Одесса, СССР), которое оказывало социальную, медицинскую, материальную и психологическую помощь одиноким людям преклонного и старческого возраста на дому силами старшеклассников средних школ, студентов медицинского института и медицинских училищ города Одессы. Подопечных «Гуманиста» обслуживали две кареты скорой помощи;
- Центр социально-психологической поддержки (15.11.1990 г., Одесса, СССР), в составе которого действовала служба молодёжного телефона доверия, предоставлявшая экстренную неотложную психологическую помощь молодым людям, оказавшимся в сложной жизненной ситуации;
- Филантропической колледж имени Александра Меня на учебной базе Ришельевского лицея с целью подготовки кадров для благотворительных и социальных учреждений (1.12.1990 г., Одесса, СССР);
- Институт демократии и прав человека.

Фонд, в частности, также:

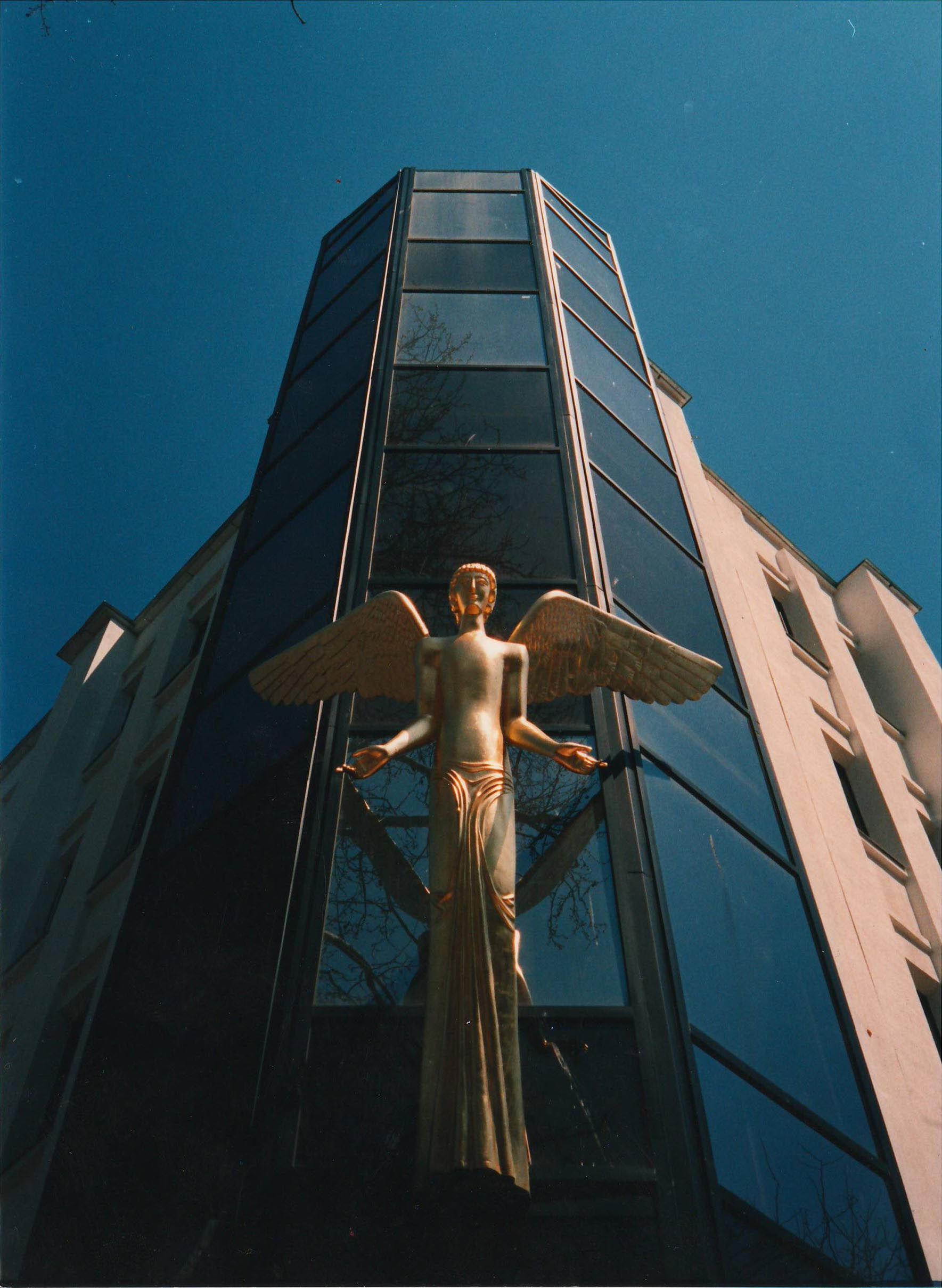

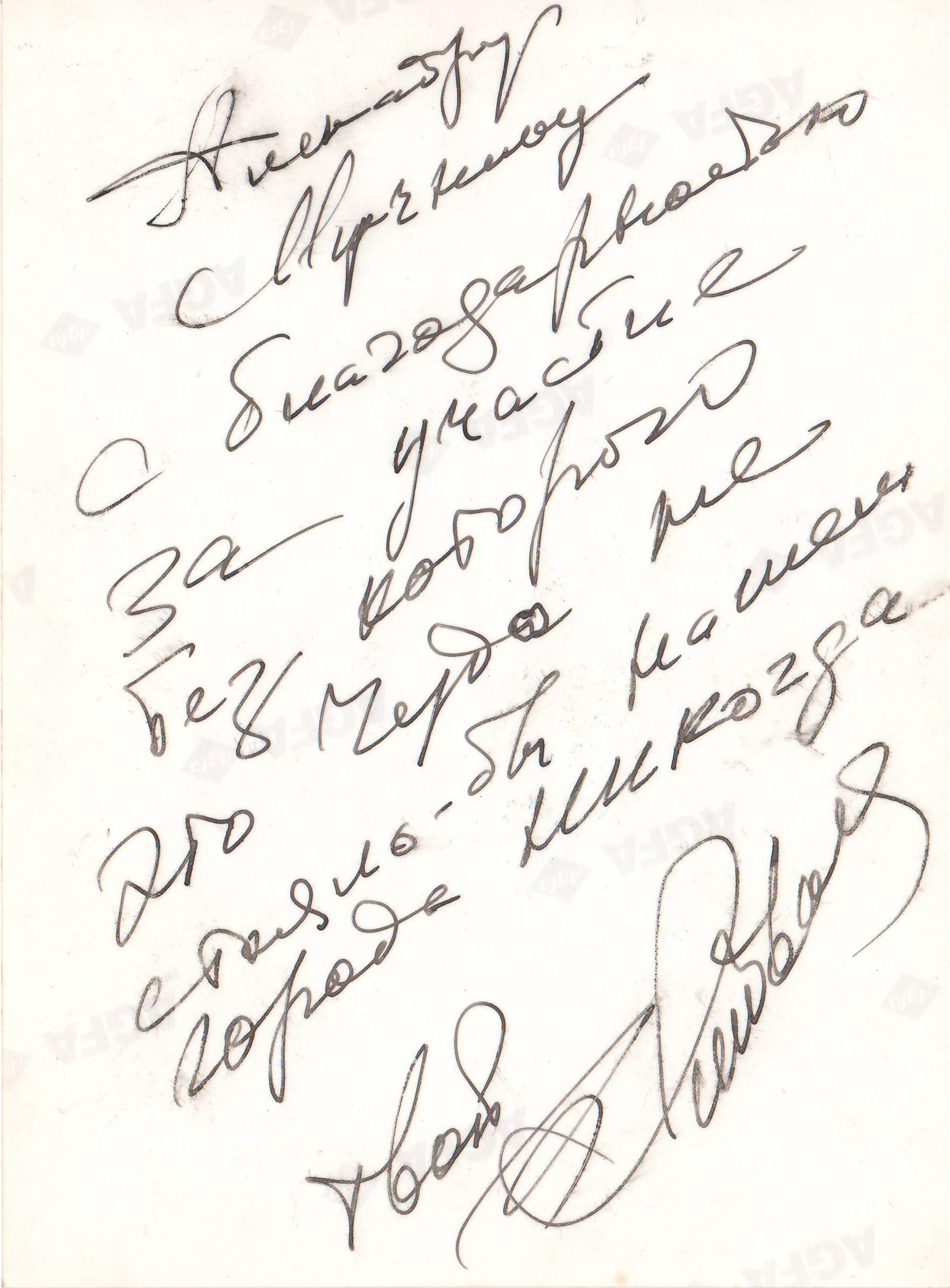
Автограф Героя Украины Бориса Давидовича Литвака

- выступил одним из учредителей Советского фонда милосердия и здоровья (16.09.1988 г., Москва, СССР);
- с целью подготовки создания свободной экономической зоны в Одессе поручил группе учёных под руководством доктора географических наук, профессора Владимира Александровича Дергачёва разработать (23.11.1988— 6.04.1989 гг.) пакет документов под названием «Перспективы развития Одесского региона на основе открытой экономики», который затем был представлен вниманию общественности города Одессы[8][33];
- оказал содействие в организации персональной выставки картин одесской художницы Зои Александровны Ивницкий в Западном Берлине (октябрь 1989 г. — январь 1990 г., ФРГ);
- предоставил финансовую помощь газете «Московские новости», офис которой сгорел в результате пожара (14.03.1990 г., Москва, СССР);
- оказал финансовую помощь проекту известного советского диссидента и правозащитника Валерия Фёдоровича Абрамкина «Гуманизация пенитенциарной системы» (23.04.1990 г., Москва, СССР);
- оказал финансовую помощь первому в СССР хоспису (26.09.1990 г., Ленинград, СССР);
- оказал финансовую помощь Институту экономических стратегий (17.10.1990 г., Москва, СССР);
- организовал первую в стране международную конференцию благотворительных организаций «Добро и мир» (4—7.10.1990 г., Одесса, СССР);
- совместно со строительным концерном «Приморский» (руководитель Ю. Л. Кульбаченко) организовал осуществлявшуюся под руководством опытного строителя Владимира Пейсаховича Аненберга (1921—2004) программу бесплатного ремонта квартир малоимущих одиноких людей преклонного возраста;
- совместно с редакцией ежедневной газеты «Вечерняя Одесса» обратился с призывом (26.01.1991 г.) ко всем одесситам, общественным организациям, государственным органам, депутатам всех уровней государственной власти, действующим на территории города Одессы, о необходимости создания общегородской комплексной программы «Милосердие» для осуществления социальной защиты инвалидов, больных детей, одиноких людей преклонного возраста, а также любого немощного и нуждающегося в помощи человека[8][34];
- создал первую в стране финансовую компанию — АФИО «ФОНД» (5.07.1991 г.), — которая была призвана осуществлять свою деятельность на принципах филантропического бизнеса: её акционерами стали благотворительные, социальные и медицинские учреждения страны[8][35][29];
- инициировал создание Ассоциации благотворительных организаций Одессы (16.10.1991 г.), органы управления которой должны были быть сформированы из представителей «четвёртой власти» — журналистов — ради содействия процессу создания, деятельности и публичной защиты благотворительных организаций, которые изъявили бы желание осуществлять свою миссию милосердия на территории города Одессы[8][36];
- в лице своего руководителя оказал содействие Герою Украины Борису Давидовичу Литваку в создании Центра реабилитации детей-инвалидов «Будущее», более известного как «Дом с ангелом».

В 2010 году фонд инициировал и обеспечил издание книги, посвящённой памяти первого председателя правления фонда Т. А. Тарасенко.
17.09.2014 г., 24.09.2015 г. и 9.10.2015 г. профинансировал лечение онкологического больного в Медицинском центре «Кибер клиника Спиженко».

## Система деятельности

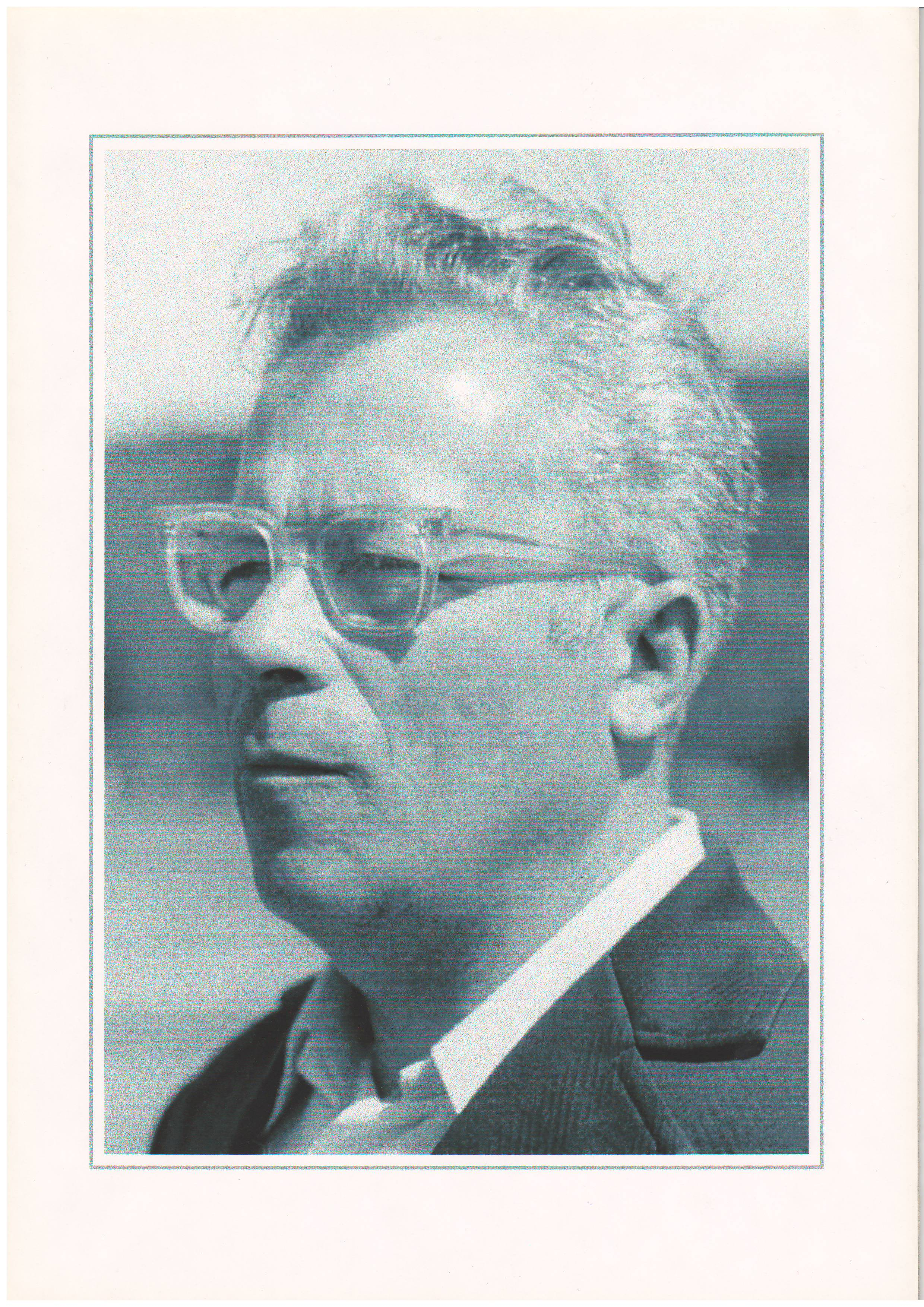
Художник Л. Л. Гормах — автор портрета доктора Ф. П. Гааза

Система деятельности представляла собой, с одной стороны, сочетание благотворительных программ учреждений, созданных и финансируемых фондом, с другой, хозяйственной деятельности субъектов филантропического бизнеса (кооперативов, малых предприятий, страховой компании «Феникс», акционерной финансово-инвестиционной компании «Фонд»), созданных фондом для финансирования своих благотворительных программ.
Согласно положениям устава все сотрудники фонда исполняют свои обязанности без оплаты труда (на общественных началах).
По заказу фонда художник Лазарь Леонтьевич Гормах (1924—2000) написал пастелью два портрета доктора Ф. П. Гааза: один выставлен в офисе фонда, второй — передан в дар городу Бад-Мюнстерайфель, в котором родился Ф. П. Гааз. Перу художника также принадлежат портреты матери Терезы и Т. А. Тарасенко, выставленые в офисе фонда. Созданный художником по заказу фонда портрет Ирины Литвак (1955—1992) был передан в дар её отцу — учредителю Центра реабилитации детей-инвалидов «Будущее», Герою Украины — Б. Д. Литваку.
В 1990 году в офисе фонда был защищён дипломный проект выпускника юридического факультета ОГУ на тему: «Правовой статус и организационная структура Фонда социальной помощи имени доктора Ф. П. Гааза».

## Международная деятельность

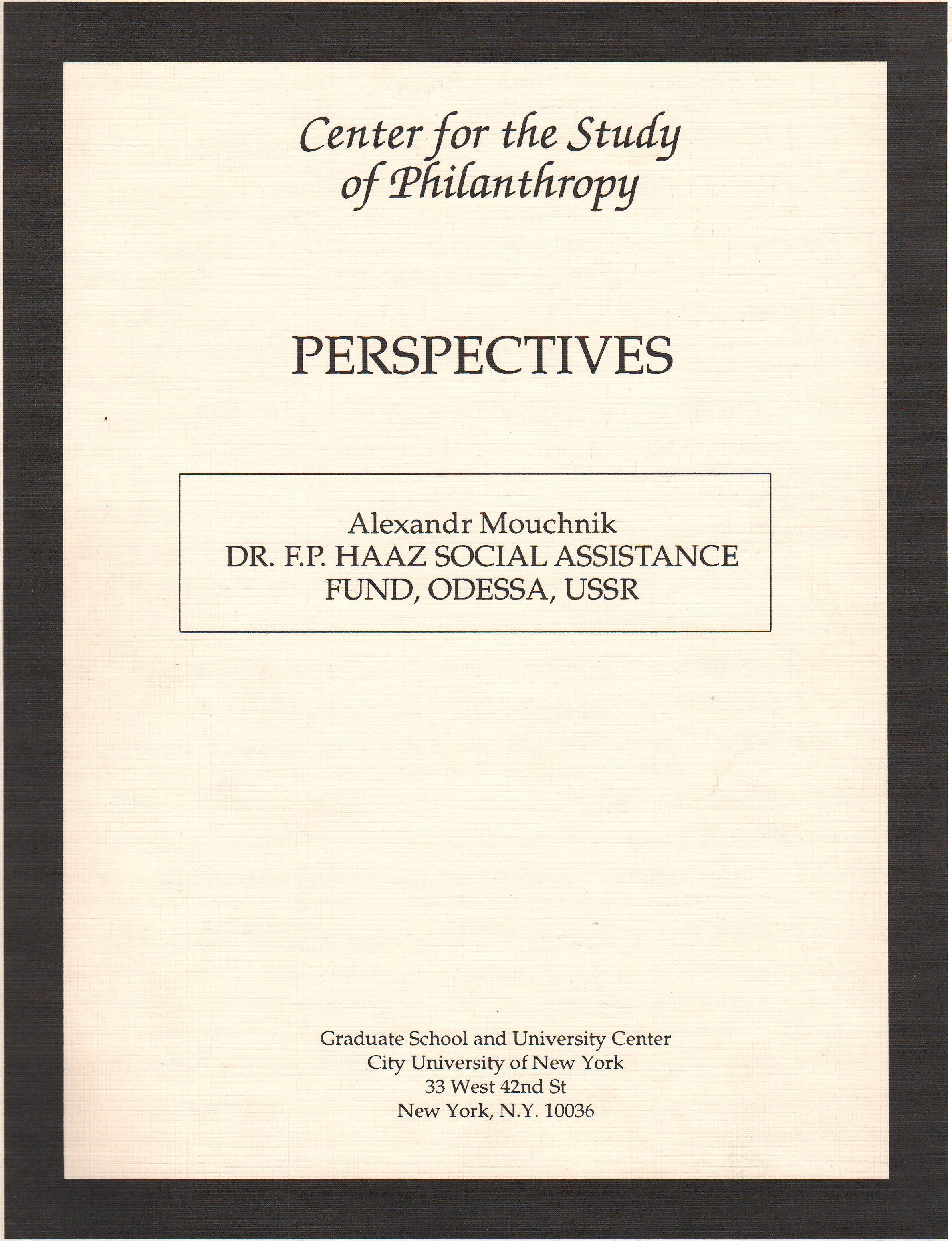
Брошюра о фонде имени доктора Ф. П. Гааза (1991 г., Нью-Йорк, США)

Организовал первую в СССР международную конференцию благотворительных организаций «Добро и мир» (4-7.10.1990 г., Одесса, СССР)
28 мая 1991 г. Мучник А. Г. выступил с докладом об истории возникновения и системе деятельности фонда в Центре по изучению филантропической деятельности (Нью-Йорк, США), который издал и распространил брошюру о фонде среди благотворительных организаций США, а 15 июля 1991 г. сделал сообщение о деятельности фонда в Департаменте ООН в Вене (Австрия) — United Nations Office at Vienna Centre for Social Development and Humanitarian Affairs.
24-29 ноября 1992 г. фонд направил Б. Д. Литвака в командировку на семинар Департамента ООН в Вене (Австрия) — United Nations Office at Vienna Centre for Social Development and Humanitarian Affairs — в статусе президента Фонда социальной помощи имени доктора Ф. П. Гааза. 3 июня 1993 г. руководитель Департамента ООН в Вене — United Nations Office at Vienna Centre for Social Development and Humanitarian Affairs (Австрия) — Генри Сокальски направил на имя президента фонда Б. Д. Литвака письмо с заявлением о своей всемерной поддержке, а также с призывом к будущим спонсорам об оказании помощи проекту Детского реабилитационного центра в г. Одессе.
Партнёром фонда является общество друзей доктора Ф. П. Гааза.

## СМИ о Фонде социальной помощи имени доктора Ф. П. Гааза
- «Кооперативы — службе милосердия». — Газета «Известия» от 9.02.1988 г.;
- «Спешите делать добро!». — Журнал «Работница», № 3 от 1989 г.;
- «Фонд имени доктора Гааза». — Газета «Неделя», № 49 от 1989 г.;
- «Умереть по инструкции». — Газета «Труд» от 24.01.1990 г.;
- «Вместо души — инструкция». — Газета «Труд» от 3.03.1990 г.;
- «Фонд имени доктора Гааза». — Газета «Новороссийский телеграф» № 1 от 1990 г.;
- «Люди, деньги, совесть». — Журнал «Охрана труда и социального страхования» № 7 от 1990 г.;
- «Пароль милосердия — доктор Гааз». — Газета «Вечерняя Одесса» от 3.06.1991 г.;
- «Спасите наши души». — Газета «Одесский политехник» от 18.10.1991 г.;
- «Приют надежды». — Газета «Вечерняя Одесса» от 20.11.1991 г.;
- «Гуманисты». — Газета «Вечерняя Одесса» от 7.04.1992 г.;
- «Письма из Фонда имени доктора Гааза». — Газета «Вечерняя Одесса» от 5.12.1995 г.;
- «Чьи вы, старики». — Газета «Одесские известия» от 22.03.1996 г.;
- «По ком звонит колокол». — Газета «Одесский вестник» от 3.12.1998 г.;
- «Остров благополучия». — Газета «Одесский вестник» от 24.12.1998 г.;
- «Как мы учились нищим подавать». — Газета «Юг» от 23.11.2002 г.;
- «Торопитесь делать добро…». — Газета «Вечерняя Одесса» от 26.11.2002 г.;
- «Отдача». — Газета «Одесские известия» от 4.12.2002 г.;
- «Забытые уроки прошлого вместо предисловия» — газета «Одесские известия» от 14.11.2015 г.
- «Портрет правозащитника в социальном интерьере» — газета «2000» от 2.03.2016 г.